# Баб ел-Мандеб
Баб ел Мандеб (на арабски: باب المندب, „врата на сълзите / порта на плача“), наричан още Бабелмандебски проток, е проток в югоизточния край на Червено море, който го свързва с Аденския залив на Арабско море и с Индийския океан. Той е разположен между Арабския полуостров и Африканския рог и е част от водната граница между континентите Азия и Африка.
Името на протока е свързано с опасността от плаване през него. Спускащият се силен вятър от Етиопските планини прави навигацията много трудна. Има една арабска легенда, която твърди, че произходът на името е свързан с опустошително земетресение, настъпило в древността в тази област, което е отделило Арабския полуостров от Африканския рог.
След откриването на Суецкия канал проливът става част от морския път от Европа към Южна и Югоизточна Азия и Австралия, което го прави един от най-натоварените водни пътища на планетата и определя неговото голямо икономическо и стратегическо значение.

## География
Разположен е между 12°22′ и 13°10′ северна ширина и между 42°56′ и 43°44′ източна дължина. Североизточният му бряг е част от територията на Йемен, а югозападният е поделен между Еритрея (северната част) и Джибути (южната част).
Дължината на протока е 109 km, а средната му ширина е около 40 km, като в средата се стеснява и остров Перим (Барим) го разделя на два по-малки протока. Южният проток Дакт ел Маюн е плавателен и между Перим и Рас Сиян на африканския бряг е широк около 25 km, а максималната му дълбочина е 310 m. Северният проток Баб Искандер (проток на Александър) е широк около 3 km между Перим и Рас Менхели и максималната му дълбочина е около 30 m. Близо до крайбрежието на Джибути са разположени островите Сауаби (в превод Седемте братя) – архипелаг от малки острови, за които се предполага, че са били част от разселването на човешкия вид от Африка към Азия.

### Течения в пролива
- През зимата – повърхностно, пренасящо по-слабо солена вода, насочено към Червено море, и дълбоко, с по-солена вода – от Червено море.
- През лятото – притокът на солени води от Червено море се осъществява чрез повърхностни течения (дълбочини до 25 – 50 m) и дънни течения (от 100 – 150 m до дъното); притокът на води към Червено море е с междинна дълбочина от 25 – 50 m до 100 – 150 m.

## История
Преди около 60 – 70 хиляди години нивото на океана е било около 50 метра по-ниско от съвременното (според някои данни – 80 метра), а самият пролив с 1,2 – 1,4 km по-тесен (защото Арабската плоча се отдалечава от Африканската със скорост от около 2 cm на година). Протокът Баб ел Мандеб по това време на отделни места напомня на верига от плитчини .
По версията на генетѝка Стивън Опенхаймер, преди около 80 000 години (преди изригването на вулкана Тоба на остров Суматра преди 74 000 г.), малка група от анатомично съвременни хора форсирала „Вратата на смъртта“ (пролива Баб ел Мандеб) и представителите ѝ започнали да се заселват извън Африка чак до Индия, Индонезия и Австралия, достигайки Европа преди 50 000 години. .
Според учени от Университета в Тюбинген (Германия), първата вълна от хора от съвременния тип преминала пролива Баб ел Мандеб преди 130 000 г., като членовете ѝ са станали предци на австралийските аборигени, папуасите и меланезийците. А други азиатски популации са потомци на втората вълна Homo sapiens, която напуснала Африка на север от Червено море преди 50 000 години. .
Според проф. Мухамад Мегаломатис, в ръкописа „Перипъл на Еритрейското море“ е упоменато , че в Древността египетските търговци не са се осмелявали да плават по-далеч от пролива, корабите от Индия не са отивали до Египет, а йеменската държава Катабани е контролирала търговията между Изтока и Запада от 300 до 150 г. пр. н. е.

## Населени места
Най-значимите градове по йеменската и джибутийската страна на Бабелмандебския проток:

### Йемен
- Ет Тюрба
- Шейх Саид

### Джибути
- Кхор Ангар
- Мулхул
- Фагал